# ロコモティフ・スタジアム (タシュケント)
ロコモティフ・スタジアム（英: Lokomotiv Stadium、旧名：Sportivnyi Stadion）は、ウズベキスタンの首都タシュケントにある球技専用スタジアムである。

## 概要
収容人数は15,000人。主にサッカーの試合に用いられ、ウズベク・リーグに所属するロコモティフ・タシュケントがホームスタジアムとして使用している。
この地には元々トラクトル・タシュケントが利用していたトラクトル・タシュケント・スタジアムがあったが、老朽化のため取り壊され新しくロコモティフ・スタジアムが建設された。改修工事は2010年に始まり2012年に完成した。2012年5月11日のウズベク・リーグの試合、ロコモティフ・タシュケント対FKアンディジャン戦で初めて使用された。

## 交通アクセス
市西部郊外にある。市中心部からはタクシーで約10分 - 15分。近くにはウズベキスタン鉄道の車両基地がある。